# Gerda Breuer
Gerda Breuer (* 1948 in Aachen) ist eine deutsche Historikerin für Kunst- und Designgeschichte sowie Schriftstellerin und war bis zu ihrer Emeritierung als Professorin an der Bergischen Universität Wuppertal tätig.

## Leben
Gerda Breuer studierte Kunstgeschichte, Baugeschichte, Philosophie und Soziologie in Aachen. In den Jahren 1974 bis 1976 und 1978 hielt sie sich zu Forschungen in den USA auf. Nach einem Magister-Abschluss in Soziologie wurde sie im Fach Kunstgeschichte mit einer Arbeit zur Genese nationaler Metaphorik in der amerikanischen Landschaftsmalerei des frühen 19. Jahrhunderts promoviert.
Nach ihrer wissenschaftlichen Ausbildung war sie als Hochschullehrerin in Ann Arbor (Michigan, USA), Amsterdam, Leiden, Aachen, Bielefeld und Köln sowie als Kuratorin bei internationalen Museen und Ausstellungen tätig. Von 1985 bis 1990 war sie Leiterin des Industriemuseums Ratingen-Cromford, von 1990 bis 1995 stellvertretende Direktorin des Instituts Mathildenhöhe in Darmstadt sowie Leiterin von Haus Deiters – Museum Darmstädter Künstler des 19. Jahrhunderts.
1995 wurde sie als Professorin für Kunst- und Designgeschichte an die Bergische Universität Wuppertal berufen und war dort Leiterin des Instituts für angewandte Kunst- und Bildwissenschaften sowie Leiterin der dortigen Design- und Fotografiesammlung. Sie hatte überdies mehrere Lehraufträge und Gastprofessuren im In- und Ausland inne.
Ihre Forschungen und Publikationen widmen sich insbesondere den angewandten Kunst- und Bildwissenschaften, dem Design sowie der Architektur und Industriekultur des 19. und 20. Jahrhunderts. Von 2005 bis 2012 war sie Vorsitzende des wissenschaftlichen Beirates der Stiftung Bauhaus Dessau. Anlässlich ihrer Emeritierung erschien im Jahr 2014 im Berliner Nicolai Verlag die Festschrift Querschnitte. Kunst, Design, Architektur im Blick. Von 2014 bis 2016 nahm sie am Fellowship-Programm der Stiftung Bauhaus Dessau teil.

## Publikationen

### Bücher
- Landschaft und Geschichte. Zur Genese nationaler Metaphorik in der amerikanischen Landschaftsmalerei des frühen 19. Jahrhunderts am Beispiel Thomas Cole 1801–1848. Diss. RTWH Aachen 1981.
- (mit Christiane Hottes, Walter Sölter): Gedenkschmiede Hendrichs. Geschichte einer Solinger Fabrik. Köln-Pulheim/Bonn 1986. ISBN 3-7927-0944-9.
- Baumwollspinnerei und -weberei Brügelmann in Ratingen-Cromford. Neusser Dr. und Verl., Neuss 1990. ISBN 3-88094-669-8.
- A. R. Penck, Keramik 1990–1993.  Institut Mathildenhöhe, Darmstadt 1994.
- Die Erfindung des modernen Klassikers. Avantgarde und ewige Aktualität. Hatje-Cantz, Ostfildern-Ruit 2001. ISBN 3-7757-1019-1.
- Jupp Ernst 1905–1987. Designer, Grafiker, Pädagoge. Wasmuth Verlag, Tübingen/Berlin 2007. ISBN 978-3-8030-3205-8.
- Hans Schwippert, Bonner Bundeshaus 1949. Mit einer Auswahl aus dem Briefwechsel mit Konrad Adenauer. Wasmuth Verlag, Tübingen/Berlin 2009. ISBN 978-3-8030-0713-1.
- Gerda Breuer, Pia Mingels, Christopher Oestereich (Hrsg.): Hans Schwippert (1899–1973). Moderation des Wiederaufbaus. Berlin 2010. ISBN 978-3-86859-054-8.
- (mit Elina Knorpp): Gespiegeltes Ich. Fotografische Selbstbildnisse von Frauen in den 1920er Jahren. Nicolai Verlag, Berlin 2013. ISBN 978-3-89479-799-7.
- Her Stories in Graphic Design. Dialoge, Kontinuitäten, Selbstermächtigungen. Grafikdesignerinnen 1880 bis heute. Jovis Verlag GmbH, Berlin 2023, ISBN 978-3-86859-773-8.

### Als Herausgeberin
- Grenzenlose Phantasie. Etüden zu einer europäischen Kultur seit 1900. Anabas-Verlag, Gießen 1994. ISBN 3-87038-259-7.
- Arts and Crafts. Von Morris bis Mackintosh. Reformbewegung zwischen Kunstgewerbe und Sozialutopie. Institut Mathildenhöhe, Darmstadt 1994; Burkert und Müller, Heidelberg 1994.
- Wenzel Hablik, Architekturvisionen 1903–1920. Häusser, Darmstadt 1995. ISBN 3-89552-013-6.
- Außenhaut und Innenraum. Mutmaßungen zu einem gestörten Verhältnis zwischen Photographie und Architektur. Anubis-Verlag, Frankfurt am Main 1997. ISBN 3-87038-293-7.
- Die Zähmung der Avantgarde. Zur Rezeption der Moderne in den 50er Jahren. Stroemfeld, Frankfurt am Main/Basel 1997. ISBN 3-87877-624-1.
- (mit Kerstin Blüm): Design-Sammlung Stiftung Schreibers. Produktgestaltung im 20. Jahrhundert. Wienand Verlag, Köln 1997. ISBN 3-87909-574-4.
- Ästhetik der schönen Genügsamkeit oder Arts and Crafts als Lebensform. Programmatische Texte. Birkhäuser, Berlin/Basel/Boston 1998. ISBN 978-3-0356-0251-7.
- Neue Stadträume. Zwischen Musealisierung, Medialisierung und Gestaltlosigkeit. Stroemfeld, Frankfurt am Main/Basel 1998. ISBN 3-87877-742-6.
- Positionen des Designs – die 60er. Wienand Verlag, Köln 1999. ISBN 3-87909-669-4.
- Summa summarum. Sammeln heute. Stroemfeld, Frankfurt am Main/Basel 1999. ISBN 3-87877-755-8.
- Stadt, Land, Form. Junges Design im Bergischen Land. Wienand Verlag, Köln 2000. ISBN 3-87909-719-4.
- (mit Thomas Schleper): Bild(er) der Welt(en). Unüberschaubarkeiten zwischen Bilderflut und Anschauungsverlust. Stroemfeld, Frankfurt am Main/Basel 2000. ISBN 3-87877-812-0.
- Haus eines Kunstfreundes. Mackay Hugh Baillie Scott, Charles Rennie Mackintosh, Leopold Bauer. Edition Menges, Stuttgart/London 2002.
- Willi Moegle. Die Sachfotografie. Hatje-Cantz, Ostfildern-Ruit 2004. ISBN 3-7757-1409-X.
- Designgeschichte ausstellen. Die Designsammlung der Universität Wuppertal. Bergische Universität, Wuppertal 2005.
- Das gute Leben. Der Deutsche Werkbund nach 1945. Wasmuth Verlag, Tübingen/Berlin 2007. ISBN 978-3-8030-3207-2.
- Max Burchartz 1887–1961. Künstler. Typograf. Pädagoge. Jogis Verlag, Berlin 2010. ISBN 978-3-86859-058-6.
- (mit Sabine Bartelsheim und Christopher Oestereich): Lehre und Lehrer an der Folkwangschule für Gestaltung in Essen. Von den Anfängen bis 1972. Wasmuth Verlag, Tübingen/Berlin 2012. ISBN 978-3-8030-3213-3.
- Architekturfotografie der Nachkriegsmoderne. Stromfeld, Frankfurt am Main 2012. ISBN 978-3-86600-102-2.
- (mit Julia Meer): Women in Graphic Design 1890–2012. jovis Verlag, Berlin 2012. ISBN 978-3-86859-153-8.
- Ferdinand Kramer: Design für variablen Gebrauch. Wasmuth Verlag, Tübingen/Berlin 2014. ISBN 978-3-8030-3215-7.
- (mit Christopher Österreich): seriell – individuell. Handwerkliches im Design. VDG, Weimar 2014. ISBN 978-3-89739-814-6.
- (mit Pia Mingels): Franz Krause 1897–1979. Architekt, Künstler, Poet. Wienand Verlag, Köln 2014. ISBN 978-3-86832-213-2.
- (mit Petra Eisele): Design. Texte zur Geschichte und Theorie (Reclams-Universalbibliothek Nr. 19539). Reclam Ditzingen 2018. ISBN 978-3-15-019539-0.